# Gregory Harold Johnson
Gregory Harold Johnson (South Ruislip, Nagy-London, Anglia, 1962. május 12. –) amerikai űrhajós, ezredes.

## Életpálya
1984-ben a Haditengerészeti Akadémián (USAF Academy) repüléstechnikai mérnöki oklevelet szerzett. 1984-ben kapott repülőgép vezetői jogosítványt. 1984-1989 között a T–38A pilóta oktató. 1985-ben a Columbia Egyetemen megvédte mérnöki diplomáját. 1989-ben átképezték az F–15E Eagle repülőgépre. 1990-ben Kuvaitban 34, 1992-ben a Sivatagi Vihar hadműveletben 27 harci bevetésen vett részt. 1993-ban tesztpilóta kiképzésben részesült. Az F–15C/E, az NF–15B és a T–38A /B repülőgépek változatait (technikai, fegyverzeti) tesztelte. Több mint 3500 tartózkodott a levegőben, több mint 40 különböző repülőgépen repült, illetve tesztelt.
1998. június 4-től a Lyndon B. Johnson Űrközpontban részesült űrhajóskiképzésben. Kiképzett űrhajósként tagja volt több, az STS–100 és az STS–108 támogató (tanácsadó, problémamegoldó) csapatának. Az Űrhajózási Iroda megbízásából a Flight Crew Műveleti Igazgatóságon (FCOD) műszaki asszisztens. Majd a Shuttle Cockpit Avionics Upgrade (CAU) keretében az űrrepülőgép pilótafülke kijelzők modernizálásával foglalkozott. 2003-ban részt vett a Columbia-katasztrófa kivizsgálásában. 2005-ben az University of Texas at Austin keretében vezetői ismeretekből diplomázott. 2011-2012 között a NASA JSC Glenn Research Center társigazgatója. Két űrszolgálata alatt összesen 31 napot, 11 órát és 50 percet (755 óra) töltött a világűrben. Űrhajós pályafutását 2013 augusztusában fejezte be.

## Űrrepülések
- STS–123, az Endeavour űrrepülőgép 21. repülésének pilótája. A legénység fő feladta, hogy a Nemzetközi Űrállomáson a japán fejlesztésű Kibo kísérleti logisztikai modul első részét (ELM-PS), valamint a kanadai Dextre robotkarnak az űrállomáshoz csatolását biztosítsák. Első űrszolgálata alatt összesen 15 napot, 18 órát és 11 percet (378 óra) töltött a világűrben. 10 585 900 kilométert (6 577 800 mérföldet) repült, 250 kerülte meg a Földet.
- STS–134 az Endeavour űrrepülőgép 25., repülésének parancsnoka. Barack Obama a harmadik elnök, aki megtekintett egy fellövési műveletet. Többek között az Alfa mágneses spektrométert (AMS) és alkatrészeitt, köztük két S-sáv távközlési antennát, egy nagynyomású gáztartályt és további alkatrészeket a Dextre robothoz. Visszafelé bepakolták a csomagoló anyagokat, kutatási eredményeket, a szemetet. Első alkalom, hogy az ISS fedélzetén egyszerre kettő családtag tartózkodott. Második űrszolgálata alatt összesen 15 napot, 17 órát és 39 percet töltött a világűrben. 10 477 185 kilométert (6 510 221 mérföldet) repült.